# باشگاه فوتبال لامپانگ
باشگاه فوتبال لامپانگ (به تایلندی: สโมสรฟุตบอลจังหวัดลำปาง‌) یک باشگاه فوتبال واقع در لامپانگ در کشور تایلند می‌باشد که در لیگ دسته دوم منطقه‌ای فوتبال تایلند بازی می‌کند.
این باشگاه در سال ۲۰۱۰ میلادی بنیان‌گذاری شده است.